# Sgùrr an Doire Leathain
Der Sgùrr an Doire Leathain ist ein 1.010 m (3.314 ft) hoher, als Munro und Marilyn eingestufter Berg in Schottland. Sein gälischer Name kann in etwa mit Spitze des breiten Eichendickichts übersetzt werden. Der Gipfel liegt in der Council Area Highland in den Northwest Highlands in der weitläufigen Berglandschaft zwischen Loch Cluanie und Loch Quoich, etwa 35 Kilometer nordwestlich von Fort William. In der Bergkette der South Glen Shiel Ridge südlich von Glen Shiel in Kintail ist er der zweithöchste von insgesamt sieben Munros. 
Die South Glen Shiel Ridge erstreckt sich über etwa 14 Kilometer südlich des Glen Shiel vom Tal des Allt Mhàlagain, einem Zufluss des River Shiel, bis südlich von Loch Cluanie. Nach Norden wird die Bergkette vom Glen Shiel begrenzt, nach Süden von Glen Quoich, einem durch den Wester Glen Quoich Burn und den Easter Glen Quoich Burn durchflossenen Tal, sowie dem nur durch eine niedrige Wasserscheide getrennten Tal des River Loyne bis zum Beginn von Loch Loyne. Während die Südseite der Bergkette durchgängig steile und abweisende Grashänge aufweist, die nur durch einzelne Wasserläufe unterbrochen werden, ist die Nordseite deutlich mehr von felsigen Strukturen geprägt. Auf dieser Seite weist die Bergkette eine Anzahl nach Norden führender Grate auf, zwischen denen sich große und steile Corries vom Hauptgrat bis fast auf den Talboden erstrecken. Der Sgùrr an Doire Leathain ist der östlichste Munro in der Westhälfte der Bergkette. Anders als bei den anderen Munros der South Glen Shiel Ridge liegt sein höchster Punkt nicht direkt in der von Westen nach Osten verlaufenden Hauptkette, sondern etwas nördlich. Der kurze und breite Gipfelgrat zweigt auf knapp unter 1000 m Höhe vom Hauptgrat nach Nordosten ab. Nördlich des durch einen Cairn markierten, aber ansonsten wenig auffälligen höchsten Punkts senkt sich der Grat bis auf einen ebenfalls mit einem Cairn markierten Vorgipfel auf 942 m (3.091 ft) Höhe ab, der als Maoile an t-Searraich bezeichnet wird. Von diesem fällt der Berg mit steilen, teils felsdurchsetzten grasigen Hängen in das Glen Shiel ab. Westlich des Sgùrr an Doire Leathain führt der Hauptgrat zum benachbarten, 1.004 m (3.294 ft) hohen Sgùrr an Lochain. Zwischen den nach Norden führenden Graten beider Gipfel öffnet sich das Coire an Lochain. Östlich liegt auf dem Grat als nächster Gipfel der 902 m (2.959 ft) hohe Sgùrr Coire na Feinne, ein als Corbett-Top eingestufter Vorgipfel des anschließend östlich folgenden und 981 m (3.219 ft) hohen Maol Chinn-dearg. Zwischen dem Maoile an t-Searraich und dem als Druim Thollaidh bezeichneten Nordgrat des Sgùrr Coire na Feinne liegt das Coire a’ Chùil Droma Mòr.

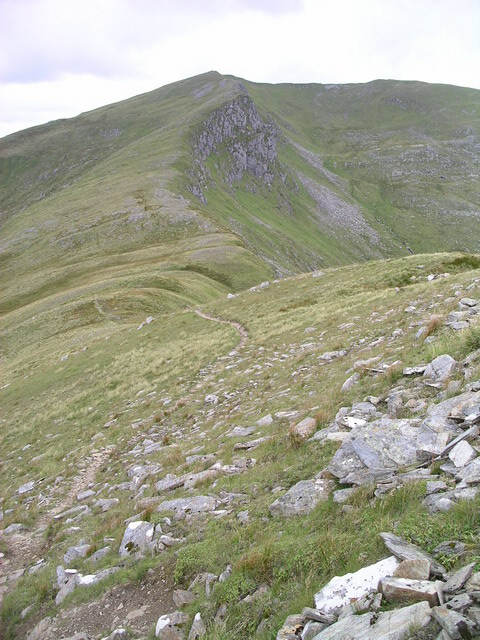
Blick von Osten, unterhalb des Sgùrr Coire na Feinne entlang der South Glen Shiel Ridge zum Sgùrr an Doire Leathain
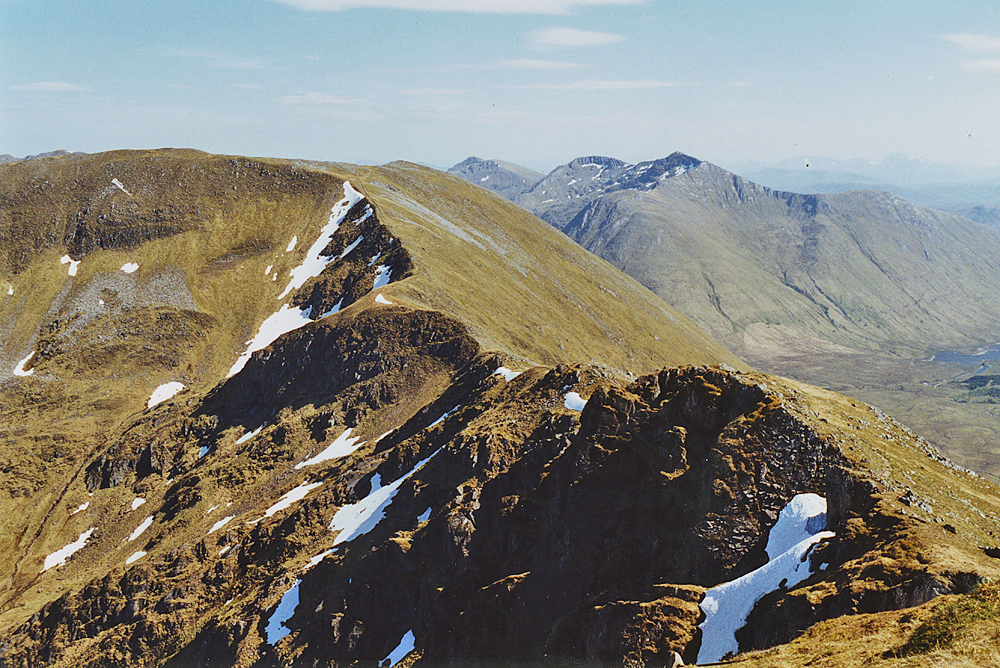
Blick vom Sgùrr an Lochain entlang der South Glen Shiel Ridge nach Osten, links der Gipfel des Sgùrr an Doire Leathain, rechts im Hintergrund der Gleouraich
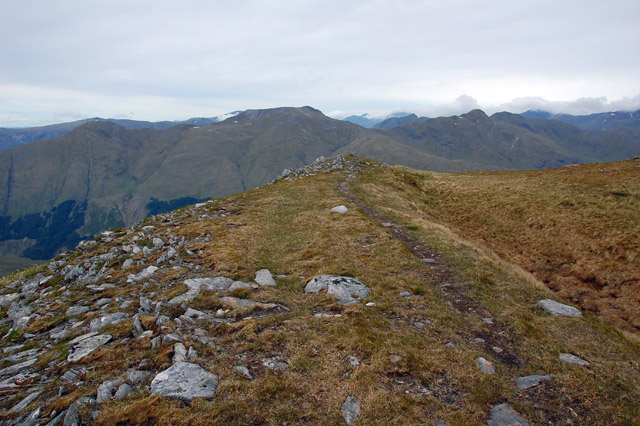
Der 942 m hohe Vorgipfel am Ende des Nordostgrats, im Hintergrund der Aonach Meadhoin auf der Nordseite von Glen Shiel
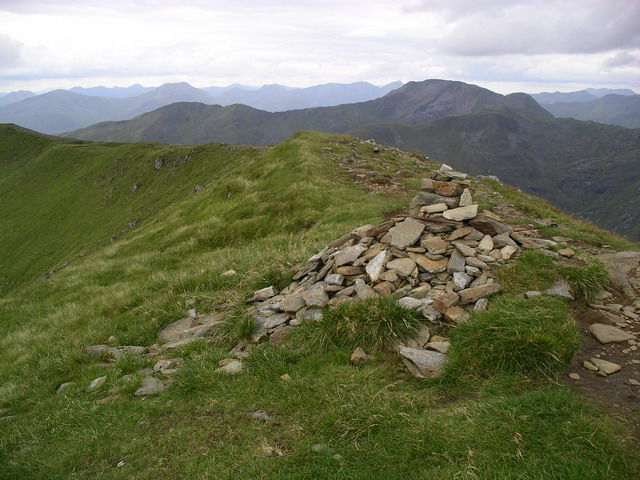
Der Gipfelcairn des Sgùrr an Doire Leathain

Eine Besteigung des Sgùrr an Doire Leathain ist sowohl isoliert als auch im Zuge einer Überschreitung der South Glen Shiel Ridge möglich, letzteres ist die von Munro-Baggern bevorzugte Variante. Die Überschreitung kann sowohl von Westen, beginnend mit dem 918 m (3.012 ft) hohen Creag nan Damh, als auch von Osten, beginnend mit dem 946 m (3.104 ft) hohen Creag a’ Mhaim, unternommen werden. Ausgangspunkt im Osten ist der Cluanie Inn an der A87 am Ostende von Loch Cluanie, im Westen die Malagan Bridge an der A87. Ein direkter Aufstieg aus dem Glen Shiel ist über den Druim Thollaidh und den Sgùrr Coire na Feinne möglich. Aus dem Glen Quoich auf der Südseite existiert in diesem Teil der South Glen Shiel Ridge keine Aufstiegsmöglichkeit. 